# Tephritis candidipennis
Tephritis candidipennis
 es una especie de insecto díptero del género Tephritis, familia Tephritidae. Foote la describió en 1960.
Se encuentra en Canadá y Estados Unidos.